# Temporada 1958-1959 del FC Barcelona
Les dades més destacades de la temporada 1958-1959 del Futbol Club Barcelona són les següents:

## 1959

### Abril
- 5 abril - Copa del Generalísmo. Setzens de final. Inesperat empat blaugrana a l'estadi davant el Real Múrcia (2-2). Chanco en pròpia porta i Eulogio Martínez marquen els gols blaugranes
- 19 abril - 30a. jornada de Lliga. El Barça es proclama campió de Lliga per setena vegada amb una contundent victòria sobre el Real oviedo a l'estadi (7-1). Marquen Eulogio Martínez (3), Tejada (2), Kubala i Suárez
- 12 abril - 29a. jornada de Lliga. Empat blaugrana al Metropolitano davant l'Atlético de Madrid (1-1) amb gol de Segarra
- 5 abril - 28a. jornada de Lliga. Amb la victòria a l'Insular sobre la UD Las Palmas (0-2), el Barça fa un pas de gegant per assolir el títol de Lliga. Suárez i Eulogio Martínez són els golejadors. A manca de dues jornades els blaugrana mantenen dos punts d'avantatge sobre el Reial Madrid.

### Març
- 29 març - 27a. jornada de Lliga. El Barça s'imposa al Reial Saragossa al Camp Nou (3-0) amb gols de Czibor, Kocsis i Eulogio Martínez
- 22 març - 26a. jornada de Lliga. Gran victòria del Barça al Benito Villamarín (2-5) davant el Betis. Gols blaugranes de Segarra (2), Czibor (2) i Ribelles
- 15 març - 25a. jornada de Lliga. Golejada blaugrana al Camp Nou davant Osasuna (6-1). Marquen Evaristo (2), Gensana, Suárez, Tejada i Kubala
- 8 març - 24a. jornada de Lliga. Un solitari gol de Segarra dona la victòria al Barça a Vigo enfront del Celta (0-1)
- 1 març - Partit amistós al nou estadi amb victòria del Barça sobre el Nimes francès (5-0). Homenatge a l'Orfeó Català abans de l'inici del matx.

### Febrer
- 22 febrer - 23a. jornada de Lliga. Tejada (2), Kubala i Suárez marquen els gols que donen la victòria al Barça enfront del Real Gijón (4-1)
- 15 febrer - 22a. jornada de Lliga. Derrota mínima del Barça al Santiago Bernabéu davant el Real Madrid (1-0)
- 8 febrer - 21a. jornada de Lliga. Derbi vibrant al nou estadi amb victòria del Barça sobre l'Espanyol (5-3). Kocsis (2), Tejada, Suárez i Kubala són els golejadors blaugranes.
- 1 febrer - 20a. jornada de Lliga. El Barça venç l'Atlético de Bilbao a San Mamés (1-2) amb gols de Tejada i Segarra

### Gener
- 25 gener - 19a. jornada de Lliga. El Sevilla FC no és rival pel Barça al Camp Nou (4-0). Gols de Tejada (2), Suárez i Czibor.
- 18 gener - 18a. jornada de Lliga. El Barça segueix la seva ratxa amb una còmoda victòria a Los Cármenes enfront del Granada CF (1-4). Gols d'Evaristo (2), Coll i Suárez.
- 11 gener - 17a. jornada de Lliga. Triomf blaugrana al camp Nou enfront de la Real Sociedad (4-2) amb gols de Vergés, Tejada i Evaristo
- 6 gener - Copa de Fires. Vuitens de final. Tornada. Victòria del Barça a l'estadi davant la selecció de Basilea (5-2). Czibor (2), Villaverde, Evaristo i Hermes González són els golejadors.
- 4 gener - 16a. jornada de Lliga. El Barça comença l'any amb una valuosa victòria a Mestalla enfront del València CF (1-2). Tejada i Coll marquen per l'equip blaugrana.

## 1958
- 1 d'octubre - Partit enfront l'Angers SCO de l'estat francès. Malgrat els esforços realitzats, no es va poder passar de l'empat. El partit va començar amb domini local i bones jugades a la davantera. L'equip rival jugava a veure-les venir. Al minut sis de la primera part, un malentès entre Pinto i el porter català va ser aprofitat per Zaetta. Era el 0-1 i saltava la sorpresa a Barcelona. Més tard, Enric Ribelles, a passada d'Evaristo de Macedo aconseguia empatar. A partir del gol d'Evaristo (als vint minuts, 2-1), l'Angers es llançà a l'atac i la selecció es va veure forçada a replegar-se. Hnatow va aconseguir forçar un nou empat i Bruey va marcar el tercer de l'Angers. A la segona part el Barcelona tornà a dominar el joc i Evaristo va aconseguir el tercer i definitiu gol, després d'un xut fort d'Evaristo que havia refusat la defensa francesa. En resum, un partit força vistós, amb sis gols. El partit va ser arbitrat per Holgado i el Barça presentà aquests jugadors: Estrems (Larraz), Pinto, Brugué (Rodri), Rodri (Rifé I), Flotats (Ribelles), Bosch, Hermes González, Villaverde, Evaristo, Ribelles (Blanquera) i Coll.

## Plantilla[1][2]
| Porters - Antoni Ramallets - Pere Estrems - Francisco Javier Goicolea - Francesc Larraz | Defenses - Joaquim Brugué - Ferran Olivella - Enric Gensana - Rodri - José Pinto Rosas - Josep Pallàs - Gustau Biosca - Llorenç Rifé | Centrecampistes - Joan Segarra - Sígfrid Gràcia - Isidre Flotats - Martí Vergés - Andreu Bosch | Davanters - Ladislau Kubala - Just Tejada - Luis Suárez - Ramón Alberto Villaverde - Eulogio Martínez - Evaristo de Macedo - Lluís Coll - Hermes González - Enric Ribelles - Zoltan Czibor - Sandor Kocsis - Francesc Sampedro - Laszlo Kaszas |

## Classificació
- Lliga d'Espanya: Campió  amb 51 punts (30 partits, 24 victòries, 3 empats, 3 derrotes, 96 gols a favor i 26 en contra).
- Copa d'Espanya: Campió . Eliminà el Reial Múrcia, Real Gijón, Reial Betis, Reial Madrid i a la final al Granada CF, al que derrotà 4 a 1.
- Trofeu Martini & Rossi: Campió.
- Copa Duward: Campió.

## Resultats
| AMISTÓS |
| --- |
| 17-08-58. AMISTÓS EUROPA-BARCELONA 6-2 |
| 19-08-58. AMISTÓS BARCELONA-VIENA 3-0 |
| 24-08-58. AMISTÓS YOUNG BOYS-BARCELONA 1-6 |
| 27-08-58. AMISTÓS CHAUX DE FONDS I YOUNG FELLOWS-BARCELONA 2-5 |
| 30-08-58. AMISTÓS ANDERLECHT-BARCELONA 3-3 |
| 02-09-58. AMISTÓS FEYENOORD-BARCELONA 2-2 |
| 04-09-58. AMISTÓS LAUSSANNE-BARCELONA 0-10 |
| 07-09-58. AMISTÓS BARCELONA-OS BELENENSES 2-1 |
| 10-09-58. AMISTÓS BARCELONA-ELCHE 3-2 |
| 16-09-58. AMISTÓS JUPITER-BARCELONA 0-5 |
| 24-09-58. AMISTÓS BARCELONA-SEL. ESTOCOLMO 3-2 |
| 01-10-58. AMISTÓS BARCELONA-S.C.O. ANGERS 3-3 |
| 09-11-58. AMISTÓS VILANOVA-BARCELONA 4-5 |
| 03-12-58. AMISTÓS MALLORCA-BARCELONA 2-3 |
| 21-12-58. AMISTÓS BARCELONA-MANNHEIM FUR 3-0 |
| 25-12-58. AMISTÓS JUPITER-BARCELONA 1-2 |
| 26-12-58. AMISTÓS BARCELONA-TENERIFE 5-1 01-03-59. AMISTÓS BARCELONA-NIMES 5-0 19-03-59. AMISTÓS MALAGA-BARCELONA 4-4 14-05-59. AMISTÓS JUPITER-BARCELONA 2-3 14-05-59. AMISTÓS FIGUERES-BARCELONA 2-9 15-05-59. AMISTÓS VILAFRANCA-BARCELONA 0-5 17-05-59. AMISTÓS PUIGREIG-BARCELONA 1-4 20-05-59. AMISTÓS BARCELONA-HIBERNIAN 5-1 24-05-59. AMISTÓS BARCELONA-COMTAL 3-4 27-05-59. AMISTÓS BARCELONA-ELCHE 7-3 03-06-59. AMISTÓS BARCELONA-MONACO 2-2 10-06-59. AMISTÓS BARCELONA-FEYERNOORD 3-2 24-06-59. AMISTÓS BARCELONA-CORINTHIANS 3-5 28-06-59. AMISTÓS BARCELONA-SANTOS BRASIL 1-5 02-07-59. AMISTÓS BARCELONA-GRENCHEN 5-3 |

| LLIGA |
| --- |
| 14-09-58. LLIGA 1 BARCELONA-VALENCIA 6-0 |
| 21-09-58. LLIGA 2 REAL SOCIEDAD-BARCELONA 1-1 |
| 28-09-58. LLIGA 3 BARCELONA-GRANADA 3-0 |
| 05-10-58. LLIGA 4 SEVILLA-BARCELONA 0-2 |
| 12-10-58. LLIGA 5 VBARCELONA-ATHLETIC BILBAO 3-0 |
| 19-10-58. LLIGA 6 ESPANYOL-BARCELONA 0-3 |
| 26-10-58. LLIGA 7 BARCELONA-REAL MADRID 4-0 |
| 02-11-58. LLIGA 8 SPORTING GIJON-BARCELONA 2-1 |
| 09-11-58. LLIGA 9 BARCELONA-CELTA VIGO 2-0 |
| 16-11-58. LLIGA 10 OSASUNA-BARCELONA 2-2 |
| 23-11-58. LLIGA 11 BARCELONA-BETIS 4-1 |
| 30-11-58. LLIGA 12 ZARAGOZA-BARCELONA 2-1 |
| 07-12-58. LLIGA 13 BARCELONA-LAS PALMAS 5-1 |
| 14-12-58. LLIGA 14 BARCELONA-ATLETICO MADRID 5-0 |
| 28-12-58. LLIGA 15 OVIEDO-BARCELONA 2-4 |
| 04-01-59. LLIGA 16 VALENCIA-BARCELONA 1-2 |
| 11-01-59. LLIGA 17 BARCELONA-REAL SOCIEDAD 4-2 |
| 18-01-59. LLIGA 18 GRANADA-BARCELONA 1-4 |
| 25-01-59. LLIGA 19 BARCELONA-SEVILLA 4-0 |
| 01-02-59. LLIGA 20 ATHLETIC BILBAO-BARCELONA 1-2 |
| 08-02-59. LLIGA 21 BARCELONA-ESPANYOL 5-3 15-02-59. LLIGA 22 REAL MADRID-BARCELONA 1-0 22-02-59. LLIGA 23 BARCELONA-SPORTING GIJON 4-1 08-03-59. LLIGA 24 CELTA DE VIGO-BARCELONA 0-1 15-03-59. LLIGA 25 BARCELONA-OSASUNA 6-1 22-03-59. LLIGA 26 BETIS-BARCELONA 2-5 29-03-59. LLIGA 27 BARCELONA-ZARAGOZA 3-0 05-04-59. LLIGA 28 LAS PALMAS-BARCELONA 0-2 12-04-59. LLIGA 29 ATLETICO MADRID-BARCELONA 1-1 19-04-59. LLIGA 30 BARCELONA-OVIEDO 7-1 |

| COPA DE FIRES |
| --- |
| 12-11-58. COPA DE FIRES BASILEA-BARCELONA 1-2 06-01-59. COPA DE FIRES BARCELONA-BASILEA 5-2 07-05-59. COPA DE FIRES BARCELONA-INTER MILAN 4-0 |

| COPA GENERALISIMO |
| --- |
| 26-04-59. COPA GENERALISIMO BARCELONA-MURCIA 2-2 03-05-59. COPA GENERALISIMO MURCIA-BARCELONA 0-1 10-05-59. COPA GENERALISIMO SPORTING GIJON-BARCELONA 0-0 17-05-59. COPA GENERALISIMO BARCELONA-SPORTING GIJON 6-0 24-05-59. COPA GENERALISIMO BETIS-BARCELONA 0-6 31-05-59. COPA GENERALISIMO BARCELONA-BETIS 4-3 07-06-59. COPA GENERALISIMO REAL MADRID-BARCELONA 2-4 14-06-59. COPA GENERALISIMO BARCELONA-REAL MADRID 3-1 21-06-59. COPA GENERALISIMO BARCELONA-GRANADA 4-1 |